# Vitlöksbröd

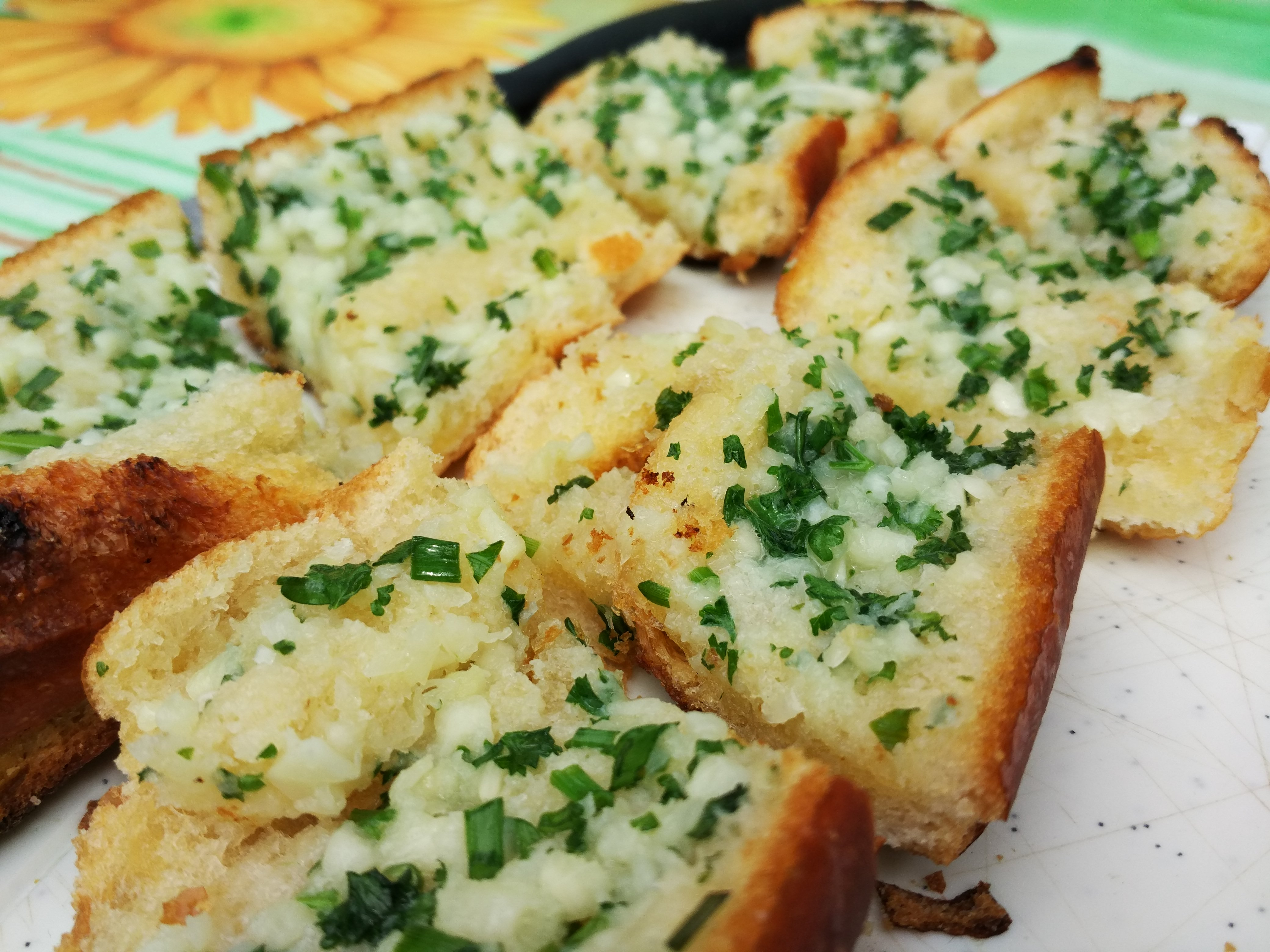
Vitlöksbröd.

Vitlöksbröd är en typ av bröd som innehåller vitlök. Det serveras ofta till pasta och andra italienska maträtter. Färdiglagade vitlöksbaguetter finns att köpa i matbutiker, men man kan även lägga klickar av vitlökssmör i en baguette, linda in den i aluminiumfolie och värma i ugnen på hög värme.
En variant av vitlöksbröd är bruschetta.